# Стетсон, Колин

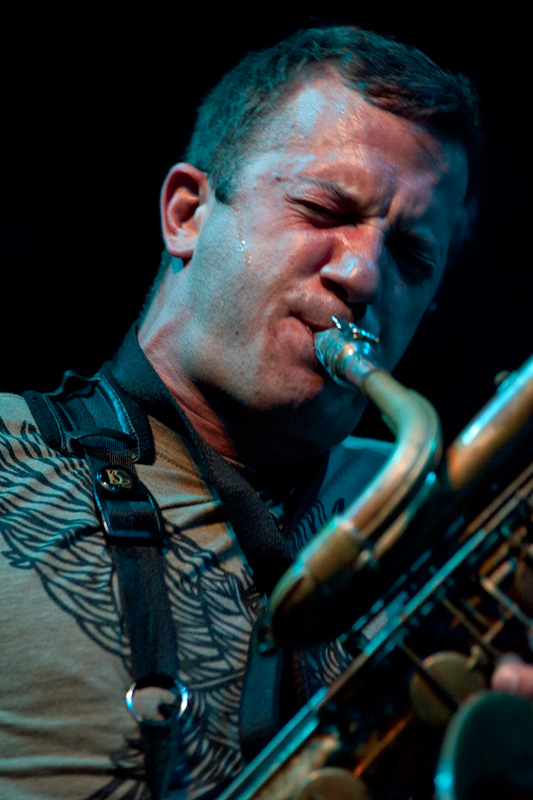

Ко́лин Сте́тсон (англ. Colin Stetson, род. 3 марта 1975 года, Анн-Арбор, США) — канадский саксофонист, более известный как гастролирующий участник групп Arcade Fire, Bell Orchestre и Bon Iver. Родился в Анн-Арборе и в настоящее время проживает в Монреале. Помимо бас-саксофона, играет также на кларнете, бас-кларнете, валторне, флейте и корнете. Стетсон выступал и записывался на разных ролях с многими музыкантами, в том числе с Томом Уэйтсом, Arcade Fire, TV on the Radio, Файст, Bon Iver, My Brightest Diamond, Лори Андерсон, Дэвидом Бирном, Джоли Холланд, Шинейд О’Коннор, LCD Soundsystem, The National, Анжелик Киджо, Кевином Девайном и Энтони Брэкстоном. Его дебютный альбом New History Warfare, Vol. 1 вышел в 2008 году. За ним последовал New History Warfare Vol. 2: Judges, выпущенный на лейбле Constellation Records в начале 2011 года и номинированный на музыкальную премию Polaris.

## Дискография
- Tiny Beast (2003) в составе Transmission Trio
- Slow Descent (2003)
- New History Warfare Vol. 1 (2008)
- Righteous Wrath 7″ (2010)
- New History Warfare Vol. 2: Judges (2011)
- Those Who Didn’t Run EP (2011)
- Stones (2012) совместно с Mats Gustafsson
- New History Warfare Vol. 3: To See More Light (2013)
- Never Were The Way She Was (2015) совместно с Sarah Neufeld
- SORROW: A Reimagining of Gorecki's 3rd Symphony (2016)
- All This I Do For Glory (2017)